# Wydział Łączności Międzynarodowej
Wydział Łączności Międzynarodowej ros. Отдел международной связи (OMS) – struktura Międzynarodówki Komunistycznej, wyznaczona do utrzymywania łączności Kominternu z organizacjami komunistycznymi na całym świecie, utworzona w czerwcu 1921 roku na bazie tzw. Wydziału Tajnego. 
Zadaniem OMS było zaopatrywanie komunistów za granicą w broń, pieniądze i środki techniczne. Funkcjonariusze OMS działali pod przykryciem, w konspiracji przed członkami partii komunistycznych, często jako dyplomaci, dziennikarze, pracownicy przedstawicielstw gospodarczych i kulturalnych. OMS zajmował się wywiadem, rozpracowaniem struktur politycznych i wojskowych obcych państw, prowadził rozpoznanie wewnątrz partii podległych Kominternowi. Działalność OMS była ściśle związana z aparatem WCzK-OGPU-NKWD.
OMS  wciągał do pracy sowieckiego wywiadu komunistów innych krajów i zagranicznych sympatyków komunizmu  (poputczyków),  którzy byli bardziej podatni na  współpracę z pobudek ideowych z  Międzynarodówką Komunistyczną, niż na otwartą współpracę wywiadowczą.  Wielu cennych agentów  OGPU i NKWD  było w latach 30. XX wieku przekonanych, że pracują „tylko dla Kominternu”, lub też od współpracy z OMS przeszło do otwartej współpracy z  INO NKWD, lub  wywiadem wojskowym ZSRR - Razwieduprem (p. Richard Sorge).  OMS  zapoczątkował również tworzenie tzw. parawanów, czyli  organizacji będących instrumentem w działaniach operacyjnych i dezinformacyjnych wywiadu sowieckiego. Fundusze OMS posłużyły np.  do stworzenia koncernu propagandowego stworzonego i kierowanego przez  Williego Münzenberga.  OMS tworzył również infiltrowane przez siebie i przez wywiad sowiecki  stowarzyszenia intelektualistów powoływane  dla  udzielania  pośredniego poparcia polityce sowieckiej i pozyskiwania agentów wpływu w krajach zachodnich.
Szefem OMS w latach 1921-1935 był Josif Piatnicki (Josif Aronowicz Tarszyc). Po VII Kongresie Kominternu w 1935 zmieniono nazwę OMS na Służbę Łączności KW MK (Служба связи ИККИ).